# Nigel Melville
Nigel David Melville est un ancien joueur de rugby à XV, né le 6 janvier 1961 à Leeds (Angleterre).
Il était demi de mêlée. Il a évolué avec les clubs de Otley, Wakefield RFC et les London Wasps.
Il fait partie des rares joueurs à avoir été capitaine de l'Équipe d'Angleterre de rugby à XV dès son premier match. il a souffert de nombreuses blessures.
Aussi il a arrêté sa carrière très tôt en 1988.
Comme entraîneur des London Wasps, Nigel Melville conduit l'équipe à leur premier titre professionnel en Championnat d'Angleterre en 1996, et il enchaîna sur trois finales consécutives de coupe nationale, dont deux victorieuses. 
De 2002 à 2005, il entraîne Gloucester, et remporte le championnat, la Coupe Powergen.
De 2016 à 2019, il est directeur de la performance de la Fédération anglaise de rugby à XV. Il quitte ses fonctions en 2019 et cède le poste à Conor O'Shea.

## Clubs successifs

### Comme joueur
- Otley
- Wakefield RFC
- London Wasps

## Sélection nationale
- 13 sélections avec l'équipe d'Angleterre
- 1er match le 3 novembre 1984 contre l'Équipe d'Australie de rugby à XV
- Sélections par année : 1 en 1984, 4 en 1985, 4 en 1986, 4 en 1988
- 7 fois capitaine
- Tournois des Cinq Nations disputés : 1985, 1986, 1988